# بیسپ معمولی
زبان بیسیک از سری زبان‌های است که توسط شرکت مایکروسافت تهیه گردید و قابلیت زیادی داشت ولی به هر حال قدرت رقابت با محضول شرکت بورلند یعنی پاسکال را نداشت، چرا که بورلند پاسکال دارای یک مترجم یا کامپایلر را داشت که این امکان را برای کاربر به وجود می‌آورد که بتواند بدون نیاز به خود زبان برنامه‌نویسی برنامه را اجرا کند و دیگر مزیت این کامپایلر این است که زمانی که شما دستورها را به‌طور کامل تایپ کردید
کامپایلر یکجا برنامه را به زبان ماشین (۰و۱) تبدیل می‌کند و سرعت برنامه نیز بالاتر می‌رود
حال آنکه بیسیک که یک مفسر محسوب می‌شود کدها را بهصورت خط به خط به ماشین تبدیل می‌کند
نسخه‌های تکمیلی بیسیک: کوییک بیسیک کیوبیسیک ویژوال بیسیک را می‌توان نام برد که قابلیت شی گرا یی دارند وهمینطور دارای کامپایلر نیز هستند.